# 鬧錶
鬧錶（英語：alarm watch）是含有響鬧功能的手錶。
一般石英及電子手錶，皆透過電力以蜂鳴器來發出聲音，而機械鬧錶，則與機械鬧鐘一樣，以發條驅動金屬撞擊的方式，產生聲音；機械鬧錶所發出的鐘聲並不響亮，像蜜蜂嗚嗚叫的聲音。